# Laarderweg 29
Laarderweg 29-31 is een gemeentelijk monument aan de Laarderweg in Eemnes in de provincie Utrecht. 